# Пистоль (монета)

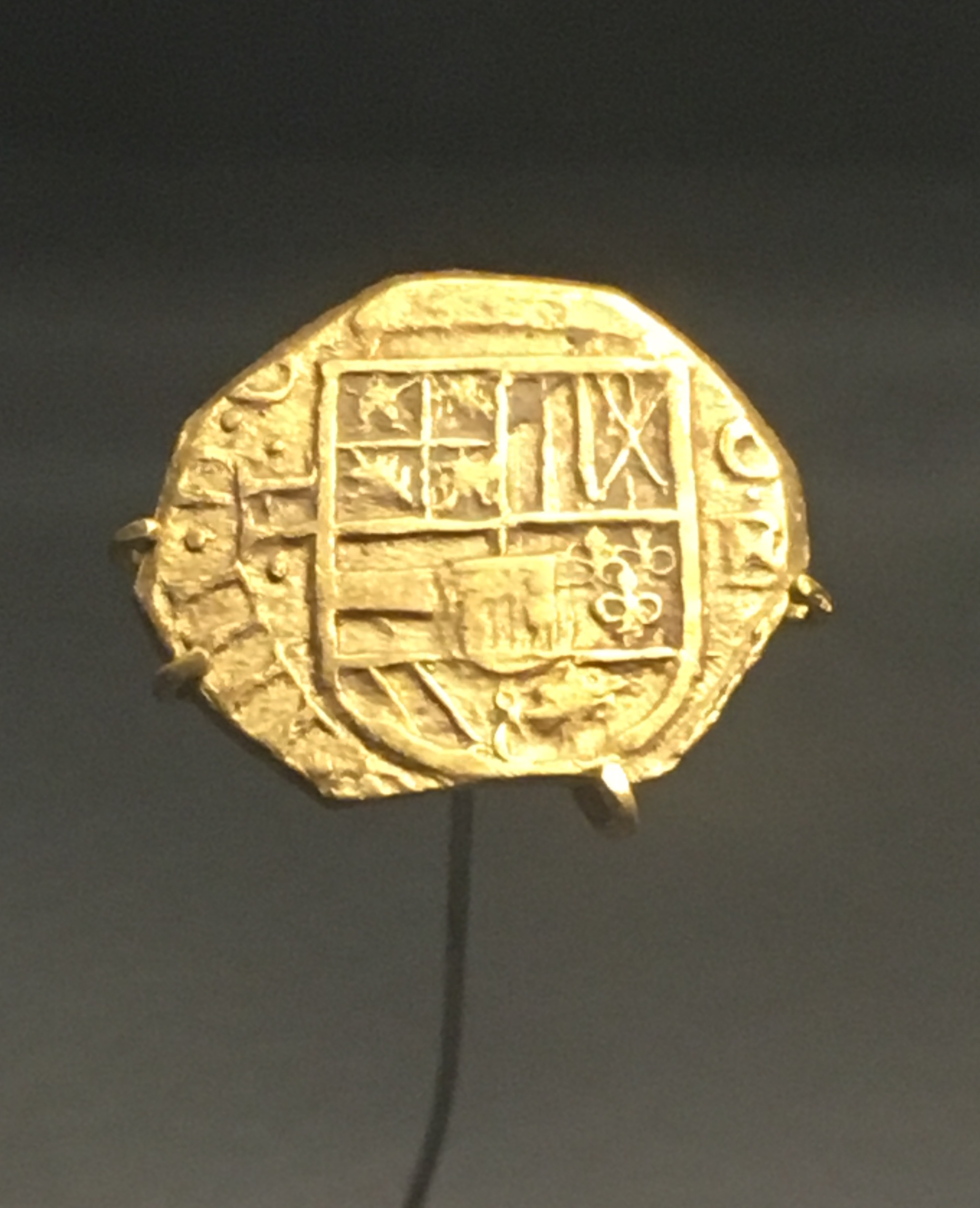
Пистоль Филиппа IV

Пистоль (фр. pistole) — французское название испанской монеты номиналом в два эскудо или дублона, а также европейская золотая монета такого веса (6-6.5 грамма). Также во времена Людовика XIII пистолем назывался луидор, созданный на основе дублона, резервной монеты того времени. Чеканился двойной пистоль, также называвшийся дублоном в международной торговле. Пистоль приравнивался к 10 ливрам или 3 экю.

## Этимология
Этимология названия монеты неясна, однако по всей видимости связана с pistola или pistolet, названиями ручной пищали. По еще одной версии «пистоль»- уменьшительное от «пиастр», плитка драгоценного металла.

## История чеканки

Луидор Людовика XV

Первые дублоны Испанской колониальной империи были отчеканены в 1537 году, при Карле I, и были приравнены к 350 мараведи или 6.37 граммам золота. Получив во Франции название «пистоль», он стал основой для большого количества европейских золотых монет того времени. При Людовике XIII, в 1640 году, был впервые выпущен луидор, ставший основной монетой Франции до введения наполеондора. И луидоры и пистоли часто упоминаются в литературе, примерами могут служить «Три мушкетера»Дюма или книги Рафаэля Сабатини.

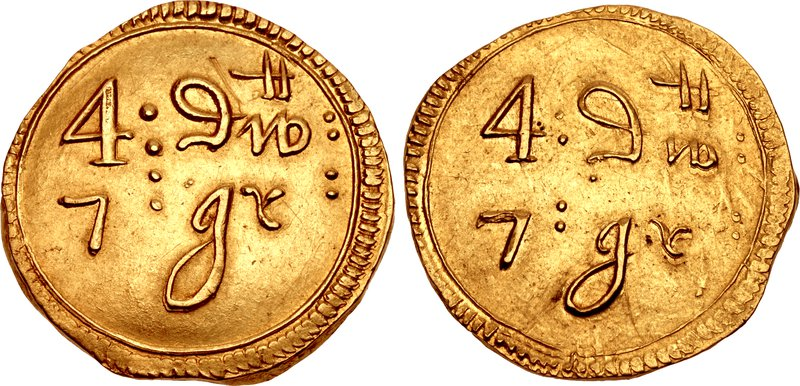
Ирландский пистоль, с указанием массы металла

Небольшое количество пистолей было отчеканено в Шотландии и Ирландии в XVII веке. Они использовалась для выплаты жалования войскам.